# NGC 1541
NGC 1541 este o galaxie lenticulară situată în constelația Taurul. A fost descoperită în 14 noiembrie 1863 de către Albert Marth. Se află la o distanță de 67,64 de megaparseci de Pământ.